# Capilloventer
Capilloventer („Haarbauch“ von latein capillum „Haar“ und venter „Bauch“) ist der Name einer Gattung von Wenigborstern, der einzigen Gattung der monogenerischen Familie Capilloventridae in der Ringelwurm-Klasse der Gürtelwürmer (Clitellata), die an Meeresküsten Südamerikas und Antarktikas und in Binnengewässern Australiens verbreitet sind.

## Merkmale
Der Körper der Capilloventridae trägt an jedem Segment vier Paar Borsten (je zwei Paar am Rücken und am Bauch), von denen jeweils eine Borste – auch an der Bauchseite – als Haar und die andere als Haken ausgebildet ist.
Die Tiere haben ein Paar Hoden im 11. Segment und ein Paar Eierstöcke im 12. Segment. Männliche Atrien, Prostatae und Penisse fehlen. Das Paar Receptacula seminis mündet seitlich am Übergang vom 6. zum 7. Segment nach außen, wobei sich die Ampullen im 7. Segment befinden. Das Paar der männlichen Geschlechtsöffnungen befindet sich in einer Kopulationstasche im 12. Segment, das Paar der weiblichen Geschlechtsöffnungen im 13. Segment.

## Verbreitung, Lebensraum und Lebensweise
Die Capilloventridae sind an Meeresküsten Südamerikas und Antarktikas und in Binnengewässern – insbesondere Flüssen mit sandigem Untergrund – in Australien verbreitet. Sie sind Süßwasser- und Salzwasserbewohner. Über ihr Ernährungsverhalten ist kaum etwas bekannt.

## Gattungen
Die Gattung Capilloventer hat fünf derzeit anerkannte Arten:
- Capilloventer acheronensis Pinder & Brinkhurst, 1997 (Victoria/Australien)
- Capilloventer antarcticus Erséus, 1993 (Antarktika-Küste, Weddell-Meer)
- Capilloventer atlanticus Harman & Loden, 1984 (brasilianische Atlantikküste, Bucht von Rio de Janeiro)
- Capilloventer australis Erséus, 1993 (Neusüdwales/Australien)
- Capilloventer longicapitatus Pinder & Brinkhurst, 1997 (Victoria/Australien)